# Мафаді
Мафаді — вершина на кордоні ПАР і Лесото. Маючи висоту 3446,1 метра (11306 футів), це найвища гора в країні Південної Африки, але нижча за Табана-Нтленьяна, найвищу вершину в Лесото, яка з висотою 3482 метри (11424 футів) найвища точка Південної Африки.
За гімалайським визначенням гори, будучи вершиною з принаймні 7 % топографічною рельєфністю відносно висоти, Мафаді насправді не є гірською вершиною, а скоріше допоміжною вершиною Махека в Лесото. Згідно з цим визначенням, замок Шампань є найвищою вершиною Південної Африки, хоча Мафаді, безсумнівно, є найвищою точкою Південної Африки.

## Сходження

### Піший туризм
Сходження на Мафаді, які здійснюються з боку Південної Африки, зазвичай здійснюються з кемпінгу Нджесуті. Схил Дракенсберга Нджесуті є одним із найвіддаленіших регіонів для походів, і зазвичай потрібно два дні, щоб дістатися до схилу. Маршрут включає близько 8 кілометрів (5,0 миль) походу до Мармурових ванн. Далі йде продовження вгору по річці з поєднанням коротких стежок і стрибків по валунах. Усе це закінчується внизу хребта, який веде до Моляру, де є кемпінг. Подальший шлях хребтом до вершини гір відомий як перевал Леслі. Шлях слідує хребтом донизу скелястої смуги, де він перетинає південний бік. Шлях продовжується вгору короткою ділянкою осипів, за якою йде подальший підйом досить крутим схилом, доки останні 20 метрів (66 футів) не стануть трав'янистим схилом. Звідси слідує вершина перевалу Леслі та вражаючий похід на хребет, що з'єднує Літоболонг і Мафаді.
Маршрут, званий петлею Корнер-Леслі, стає популярним способом дістатися до Мафаді. Він передбачає похід до Centenary Hut у природному заповіднику Інджісуті в день 1, підйом на перевал Корнер і сходження на Мафаді в день 2, спуск через перевал Леслі до Мармурових ванн у день 3 і повернення до кемпінгу Нджесуті в день.

### Біг
8 жовтня 2015 року південноафриканські бігуни Раян Сандес і Райно Грізель встановили найшвидший відомий час (FKT) для сходження на Мафаді через Північний високий підхід, альтернативний і трохи коротший, але крутіший маршрут популярного перевалу Корнер. Вони встановили час 5 годин 47,59 хвилин, починаючи і закінчуючи в кемпінгу Njesuthi, і подолали загалом 38,52 кілометри (23,94 милі) з приблизно 2400 метрів (7900 футів) набору/втрати висоти. Попередній FKT був встановлений у 2012 році південноафриканцем Ендрю Портером із часом 6 годин 22 хвилини від кемпінгу Giant's Castle через перевал Judge .

## Назва
Назва «Мафаді» (що буквально означає «Мати Фаді») зараз є предметом суперечок, його оригінальну назву на сото Нтеледі (що означає «Змушує мене посковзнутися», посилаючись на сусідній потік) дехто вважає більш доречною і правильною.